# Флорес, Франсиско (футболист, 1988)
Франсиско Роберто Флорес Сапата (исп. Francisco Roberto Flores Zapata; 2 апреля 1988, Либерия, Коста-Рика) — коста-риканский и никарагуанский футболист.

## Карьера
Родился в семье никарагуанца и костариканки. Долгое время выступал за клуб «Мунисипаль Либерия», в составе которого становился чемпионом Коста-Рики. Затем выступал за другие местные команды. В 2016 году Флорес ненадолго уехал в Европу, но закрепиться там у него не получилось. Сыграв девять матчей за литовский «Стумбрас», футболист вернулся в Коста-Рику.

## В сборной
Франсиско Флорес получал вызовы в сборную Коста-Рики, но за неё сыграл только в одном товарищеском матче против Никарагуа, который завершился в пользу «тикос» со счётом 1:0. По иронии судьбы, через три года не игравший за сборную в официальных встречах футболист принял решение выступать за никарагуанцев. Туда его позвал коста-риканский главный тренер национальной команды Хенри Дуарте. 2019 году защитник попал в состав сборной на Золотой кубок КОНКАКАФ.

## Достижения
- Чемпион Коста-Рики (2): 2009 (лето), 2013 (зима).